# Abarema floribunda
Abarema floribunda är en ärtväxtart som först beskrevs av George Bentham, och fick sitt nu gällande namn av Rupert Charles Barneby och James Walter Grimes. Abarema floribunda ingår i släktet Abarema och familjen ärtväxter. Inga underarter finns listade i Catalogue of Life.